# Il faut qu'une porte soit ouverte ou fermée
Il faut qu'une porte soit ouverte ou fermée est un proverbe d'Alfred de Musset en un acte publié en 1845 dans la Revue des Deux Mondes du 1er novembre 1845. Cette pièce fut jouée pour la première fois en 1848.

## La pièce
- Personnages :
  - Le Comte
  - La Marquise

### Résumé
Un jour d'hiver, le Comte entre chez la Marquise en s'excusant de ne pas se souvenir de son jour de visite. Celle-ci lui propose de discuter, elle s'ennuie, car elle est seule et attend du monde. On sonne, le Comte hésite à partir, mais reste, car ce n'est qu'une blanchisseuse qui apporte un bonnet. Le Comte informe alors la Marquise que la rumeur dit qu'elle veut se marier avec M. Camus, son voisin de campagne. Elle lui rétorque que la rumeur est fausse et lui déclare qu'elle ne lui dit pas tout ce qui se dit sur lui. Le Comte essaie ensuite de lui faire une déclaration, mais elle refuse : elle n'aime pas qu'on lui fasse la cour. Alors que le Comte s'apprête à sortir, la Marquise lui demande d'aller faire réparer sa bague qui s'est abîmée. Elle lui dit ensuite que le bruit court qu'il est allé à l'Opéra avec de jeunes demoiselles, ce qu'il nie. Elle lui propose de faire sa déclaration ; le Comte, qui pense qu'elle ne le prend pas au sérieux, hésite. Une sonnerie retentit, le Comte s'apprête à sortir, mais c'est une autre blanchisseuse qui vient et il grêle dehors. Alors il reste. Le Comte décide alors de parler d'amour à la Marquise, mais elle l'arrête, car elle pense qu'il ne l'aime pas sérieusement et qu'il se sent obligé de le faire quand il est seul avec une femme. Le Comte, pour lui prouver sa sincérité, se met sur un coussin et refuse d'en partir tant qu'elle ne l'aura pas écouté, mais celle-ci sort. Le Comte s'apprête à sortir à sa suite, mais elle revient et l'engage à parler sérieusement en lui signalant qu'elle se refuse à être sa maîtresse. Le Comte lui déclare qu'il veut l'épouser, ce qu'elle accepte immédiatement, en lui reprochant de ne pas le lui avoir dit plus tôt.

## Adaptations françaises

### Théâtre
- 1954 : mise en scène René Barré, Théâtre des Célestins[2]
- 1955 : mise en scène Pierre Bertin, Théâtre Marigny[3]
- 1963 : mise en scène Pierre Dux, Théâtre des Célestins[4]
- 1979 : mise en scène Raymond Gérôme, Comédie-Française[5],[6]
- 1980 : mise en scène Michel Favory, École nationale supérieure des arts et techniques du théâtre[7]
- 1981 : mise en scène Réginald Huguenin et Emmanuel Dessablet, Théâtre Copeau[8]
- 1985 : mise en scène Liliane Lataf, Théâtre Déjazet[9]
- 1998 : mise en scène Kerline Paul, Théâtre André-Bourvil[10]
- 1999 : mise en scène Dominique Pasquet, Théâtre du Nord-Ouest[11]
- 2000 : mise en scène Philip Boulay, Théâtre de Gennevilliers[12]
- 2005 : mise en scène Philip Boulay, Forum culturel du Blanc-Mesnil[13]
- 2006 : mise en scène Yann Palheire et Fanny Poulain, Théâtre de Saint-Valery-sur-Somme[14]
- 2007 : mise en scène Claire Truche et Jean-Philippe Salério, Centre culturel communal Charlie-Chaplin[15]
- 2008 : mise en scène Frédérique Panadero, Théâtre la Clarencière[16],[17]
- 2009 : mise en scène Isabelle Andréani et Xavier Lemaire, Théâtre La Luna[18]
- 2011 : mise en scène Frédérique Plain, Espace des arts de Chalon-sur-Saône[19],[20]
- 2014 : mise en scène Claude Gisbert, Théâtre Le Ranelagh[21]
- 2017 : mise en scène Sophie Langevin, Théâtre national du Luxembourg[22]
- 2017 : mise en scène Alberto Lombardo, Théâtre Douze[23]
- 2017 : mise en scène Laurent Delvert, Comédie-Française[24]
- 2017 : Matthias Fortune Droulers et Anne-Sophie Liban, Théâtre à Taulignan[25]
- 2024 : mise en scène Éric Vigner, Théâtre Saint-Louis à Pau, dans le cadre du Centre de Recherche et de Création Théâtrale de Pau (CRCTP)

### Télévision
- 1994 : réalisation de Benoît Jacquot, avec Marianne Denicourt et Thibault de Montalembert, photographie Caroline Champetier, 35 min[26]